# Annamária Marjanovics
Annamária Marjanovics ou Marjanovic est une joueuse d'échecs hongroise née le 23 décembre 2001 à Szeged. Elle a obtenu le titre de grand maître international féminin en 2019.
Au 1er février 2021, elle est la cinquième joueuse hongroise en activité avec un classement Elo de 2 338 points.

## Biographie et carrière
Annamária Marjanovics remporta la médaille d'argent au championnat d'Europe des moins de 10 ans en 2011.
Elle finit troisième du championnat de Hongrie féminin en 2016 à 14 ans avec 5 points sur 7 sans défaite.